# Saison 2010-2011 de Schalke 04
Maillots
Chronologie
Saison précédente Saison suivante
Le FC Schalke est un club de football allemand qui évolue en Bundesliga pour la saison 2010-2011.

## Résumé de la saison
Le FC Schalke 04 termine la saison à la quatorzième place du championnat. Schalke sauve sa saison en remportant la Coupe d'Allemagne au Stade olympique de Berlin face au MSV Duisbourg sur le score de 5-0. Le club remporte également la Supercoupe d'Allemagne aux tirs au but 0-0 (3-4) face au Borussia Dortmund. 
Le club réalise un parcours historique en Ligue des champions puisque le club de la Ruhr atteint les demi-finales ou il est éliminé par Manchester United, 2-0 à Gelsenkirchen puis 4-1 à Old Trafford. 
En mars 2011, l'entraîneur Felix Magath est remercié et la confiance sera donnée à Ralf Rangnick.

## Effectif
Manuel Neuer gardien 25 ans
Matthias Schober gardien 35 ans
Lars Unnerstall gardien 20 ans 
Benedikt Höwedes Défenseur central 23 ans
Kyriakos Papadopoulos Défenseur central 19 ans
Cristoph Metzelder Défenseur central 30 ans
Joel Matip Défenseur central 19 ans
Vasilios 
Nicolas
Lukas
Christian 
Sergio
Danilo
Hans
Atsuto Uchida Arrière droit 23 ans
Tim Hoogland Arrière droit 26 ans 
Jermaine
Perr
Anthony 
Ivan Rakitić Milieu central 23 ans
Cristoph
Junmin
José Manuel Jurado Milieu offensif 25 ans
Alexander 
Levan
Ali Karimi milieu offensif 32 ans 
Julian Draxler Ailier gauche 17 ans
Jefferson
Ciprian Deac Ailier droit 25 ans
Raùl Attaquant 34 ans
Klaas-Jan Huntelaard 27 ans
Edù Attaquant 29 ans
Mario Gavranivić Attaquant 21 ans 
Éric Jendrisek Attaquant 24 ans
Angelos Charisteas Attaquant 31 ans
Marko Quotschalla Attaquant 22 ans